# Urio
Urio è una frazione del comune comasco di Carate Urio, alla cui denominazione contribuisce.

## Storia

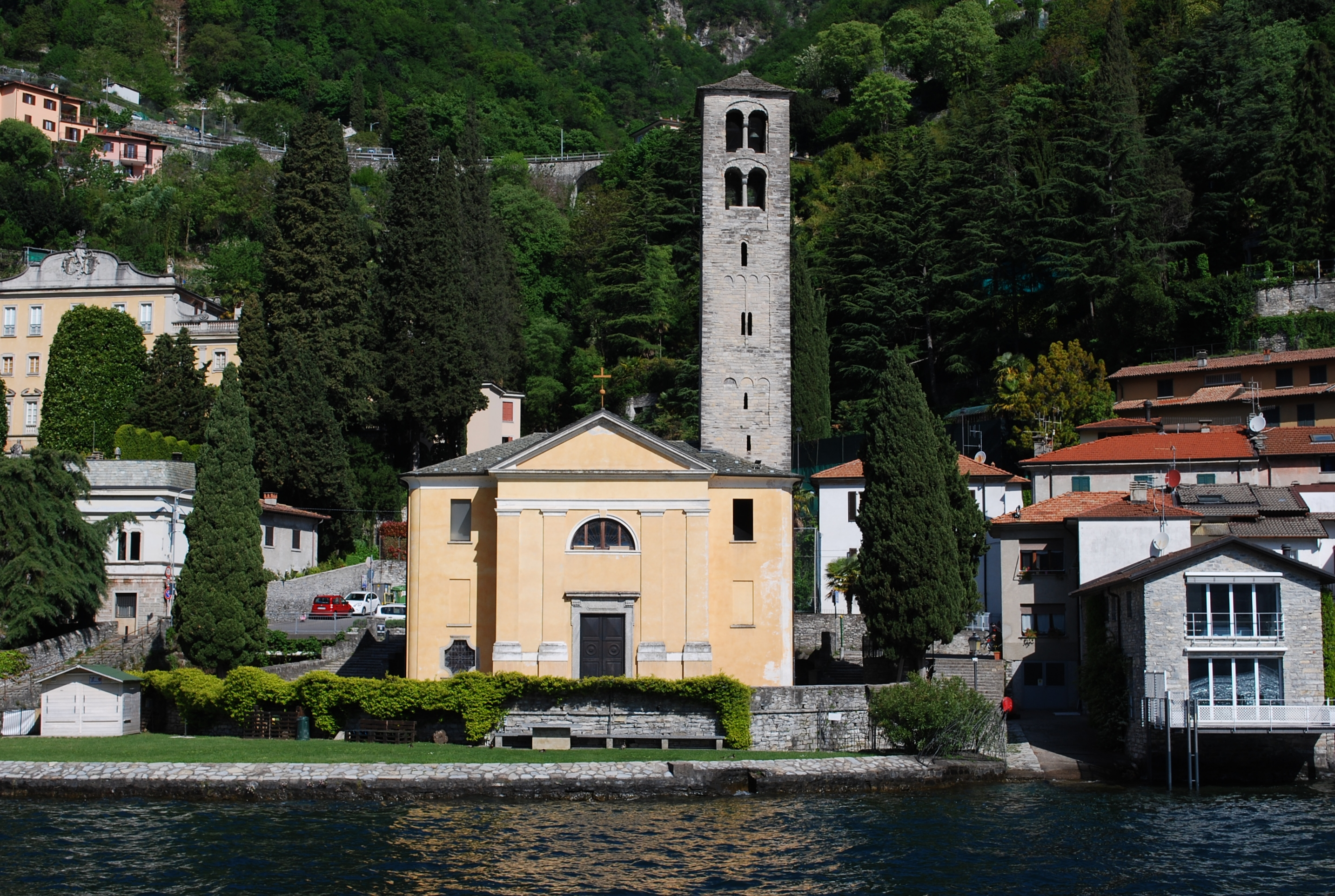
Chiesa dei Santi Quirico e Giulitta e, sulla sinistra, la sagoma del Castello di Urio

La località era un piccolo villaggio agricolo di antica origine della Pieve di Zezio.
Indicato negli annessi agli Statuti di Como del 1335 come il “comune de Vuiro”, Urio viene riportato come la località incaricata della manutenzione del tratto di via Regina "ab ipso oliverio supra usque ad medium pontem de Lovexina”.
Durante il Ducato di Milano, nel 1731 il comune fu concesso assieme a Rovenna alla casata dei Della Porta, alla quale risulta essere ancora infeudato nel 1751, anno in cui del territorio di Urio favevano già parte anche i cassinaggi di Grapone, Pangino e Riva. La casata esercitò i propri diritti feudali fino al 1784, quando Nicolò Della Porta morì senza eredi, lasciando così che il feudo di Urio con Rovenna tornasse nelle disponibilità del demanio.
Urio fu annessa a Moltrasio su ordine di Napoleone datato 1807, ma gli austriaci annullarono la decisione al loro ritorno nel 1815 con il Regno Lombardo-Veneto.
Dopo l'unità d'Italia, il paese non diede segni di sviluppo demografico. Fu il fascismo a decidere la soppressione del comune unendolo a Carate Lario.